# レインボウ・ドーム・ミュージック
『レインボウ・ドーム・ミュージック』（Rainbow Dome Musick）は、イギリスのギタリスト、スティーヴ・ヒレッジが1979年に発表した5作目のスタジオ・アルバム。後のアンビエント・テクノの草分けとして評価されている作品で、ヒレッジがそれまでに発表した作品とは異なり、ボーカルやドラムスは含まれていない。

## 背景
1979年4月21日〜29日にロンドンのオリンピアで開催されたMind Body Spirit Festivalのエキシビション「Rainbow Dome」のための音楽である。イギリスではクリアビニール盤LPも限定発売された。

## 評価・影響
全英アルバムチャートでは4週チャート圏内に入り、最高48位を記録した。Mike DeGagneはオールミュージックにおいて「ニューエイジに分類するには余りにも前衛的で、プログレッシブ・ロックの何らかのサブジャンルに押し込めるには余りにも滑らかな響きだが、分類はどうあれ、スティーヴ・ヒレッジの巧みな演奏と幅広い音楽的バックグラウンドを示す好例である」と評している。
後年、ジ・オーブのアレックス・パターソンがロンドンのクラブ「ヘヴン」で本作を使用した時、たまたまヒレッジが居合わせたことから2人は親しくなり、ヒレッジがミケット・ジローディと共にシステム7を結成するきっかけとなった。

## 収録曲
1.はミケット・ジローディ作曲、2.はスティーヴ・ヒレッジ作曲。
1. ガーデン・オブ・パラダイス - "Garden of Paradise" - 23:14
2. 4・エヴァー・レインボウ - "Four Ever Rainbow" - 20:35

## 参加ミュージシャン
- スティーヴ・ヒレッジ - ギター、エレクトリックピアノ、シンセサイザー
- ミケット・ジローディ - ベル、エレクトリックピアノ、シンセサイザー、シーケンサー
- ルパート・アトウィル - ハーモナイザー(on #2)